# Mellicta unifasciata
Mellicta unifasciata är en fjärilsart som beskrevs av Marcel Caruel 1944. Mellicta unifasciata ingår i släktet Mellicta och familjen praktfjärilar. Inga underarter finns listade i Catalogue of Life.